# Zourab Noghaïdeli
Zourab Noghaïdeli (en géorgien : ზურაბ ნოღაიდელი), né le 22 octobre 1964) est un homme d'État géorgien, Premier ministre du 17 février 2005 au 16 novembre 2007. 

## Biographie
Noghaïdeli est né à Kobouleti sur la côte de la mer Noire dans la RSSA d'Adjarie. Après des études en physique à l'Université d'État Lomonossov de Moscou, il se spécialise en géologie.
Il est chargé le 8 février 2005 par le président Mikheil Saakachvili de former un gouvernement pour remplacer le premier ministre par intérim Guiorgui Baramidze. Le parlement géorgien lui accorde sa confiance le 17 février 2005.
Il démissionne le 16 novembre 2007, officiellement pour raisons de santé, alors que le pays traverse une crise politique. Son successeur, Vladimer Gourguenidze prend ses fonctions le 22 novembre suivant. 
Rallié à Irakli Alassania en 2008, il sera l'un des meneurs clés des manifestations d'avril 2009 contre le régime de Mikheil Saakachvili. À la suite de l'échec de ce mouvement citoyen, il se retire de la politique et revient à sa passion première: la géologie, qu'il enseigne à l'Université d'Etat de Tbilissi, il en est exclu et déchu de son titre de professeur en juin 2010, il dénonce alors un « complot orchestré par le président Saakachvili ». Cet épisode le poussera à soutenir Bidzina Ivanichvili qui fait son entrée en politique quelques mois plus tard.
Malgré son rôle très actif durant la campagne législative, il n'est pas investi par la coalition Rêve Géorgien et ne devient donc pas député. Il refuse d'entrer au gouvernement après la victoire de la coalition, préférant "disposer pleinement de [sa] liberté". 
Il sera malgré tout nommé en novembre 2013, président de l'Agence géorgienne de l'audiovisuel. 
Il est marié et père de cinq enfants.